# Tristan de Montepeloso
Tristan de Montepeloso est un baron « normand » d'Apulie du XIe siècle.

## Biographie
D'origine bretonne (de l'actuelle Bretagne), Tristan fait partie de ces quelques aventuriers bretons qui ont suivi les Normands du Cotentin comme les frères Hauteville en Italie dès la première moitié du XIe siècle pour servir d'abord de mercenaires aux côtés de ces Normands puis combattant pour le compte de ces derniers. Né avant 1015/1020, il arrive en Italie méridionale dans les années 1030 au plus tard, participant à la vaine tentative de reconquête byzantine de la Sicile musulmane (1038-1040).
En 1042, au partage de l'Apulie byzantine entre 12 chefs normands et après l'élection de Guillaume de Hauteville dit « Bras-de-Fer », comme chef des Normands d'Apulie, il reçoit en fief la cité de Montepeloso (région de Potenza) et en devient le 1er comes sous la domination normande.
Il épouse une sœur de Guillaume Bras-de-Fer, devenant ainsi son beau-frère.
Sous le règne du frère et successeur de Guillaume, Drogon (1046-1051), il est mentionné en latin vers 1052 comme étant Tristainus, cognatus de Drogo, souscrivant deux diplômes de Drogon (signum Tristainus cognatus comitis).
Il est probablement le Normand du nom de Tristan à l'origine de la forteresse de Deliceto (région de Foggia), construite vers 1073, dont il reste des ruines.
Il est peut-être le Normand du nom de Tristan cité par Aimé de Mont-Cassin qui servit l'abbaye du Mont-Cassin avec une troupe de 24 guerriers.

### Sources
- Aimé de Mont-Cassin